# Tesla Energy
Tesla Energy ist eine Tochtergesellschaft von Tesla, Inc. mit Hauptsitz in Fremont in Kalifornien, die photovoltaische Solarenergieerzeugungssysteme, Batteriespeicherprodukte sowie andere damit verbundene Produkte und Dienstleistungen für private, gewerbliche und industrielle Kunden entwickelt, baut, installiert und verkauft. Die Unternehmenstochter entstand 2016 aus der Fusion des übernommenen Unternehmens SolarCity mit der bisherigen Energiespeicherdivision von Tesla. Die Geschäftseinheit hat seit ihrer Einführung ein rasantes Wachstum erlebt und laut Geschäftsführer Elon Musk das Potenzial dieselbe Größe zu erreichen oder sogar größer zu werden als die Automobilabteilung von Tesla.
Im Jahr 2020 hat das Unternehmen Solarenergiesysteme mit einer Leistung von 205 Megawatt (MW) installiert (Platz 3 bei den Solaranlagen für Privathaushalte in den USA) und 3 Gigawattstunden (GWh) an Batteriespeicherprodukten eingesetzt. Der Umsatz 2020 lag bei knapp 2 Milliarden US-Dollar und machte damit etwas weniger als ein Zehntel des Gesamtumsatzes aus. 2024 lag er bei über 10 Milliarden US-Dollar.

## Geschichte
Tesla Energy geht auf SolarCity zurück, ein Unternehmen, das am 4. Juli 2006 von den Brüdern Peter und Lyndon Rive gegründet wurde, basierend auf einem Vorschlag für ein Solarunternehmenskonzept ihres Cousins, Tesla-CEO Elon Musk, der Vorsitzender von SolarCity wurde. Bis 2016 hatte das Unternehmen Solarenergiesysteme für über 325.000 Kunden installiert und war eines der größten Solarinstallationsunternehmen in den Vereinigten Staaten. Die Übernahme führte zuerst zu einem Absturz der Tesla-Aktie und sogar zu Klagen von Aktionären, da das Unternehmen, welches in finanzielle Schwierigkeiten geraten war von Verwandten des CEOs übernommen wurde. Die Übernahme erfolgte zu einem Preis von 2,6 Milliarden US-Dollar und wurde von den Aktionären beider Unternehmen genehmigt.
Kurz nach der Ankündigung der Übernahme von Solar City kündigte Tesla an, eine neue Version seines Batteriespeichers Powerwall zu bauen, und stellte das Tesla Solar Roof vor. Das Produkt sollte in der Gigafactory New York hergestellt werden, die Ende August 2017 eröffnet und als Joint Venture mit Panasonic betrieben werden sollte. Die Fabrik konnte erst im März 2020 mit der Serienproduktion beginnen und Panasonic verließ das Joint Venture Anfang 2020, bevor es sich im Januar 2021 ganz aus dem Solargeschäft zurückzog.
Im Jahr 2021 kündigte Tesla an, seine beliebte Powerwall nur an Kunden zu verkaufen, die auch ein Solardach oder Solarmodule gekauft haben. Im selben Jahr kündigte Tesla an, dass die Produkte gebündelt werden, wobei alle Kunden, die ein Solardach oder Solarmodule kaufen, mindestens eine Powerwall kaufen müssen.

## Produkte

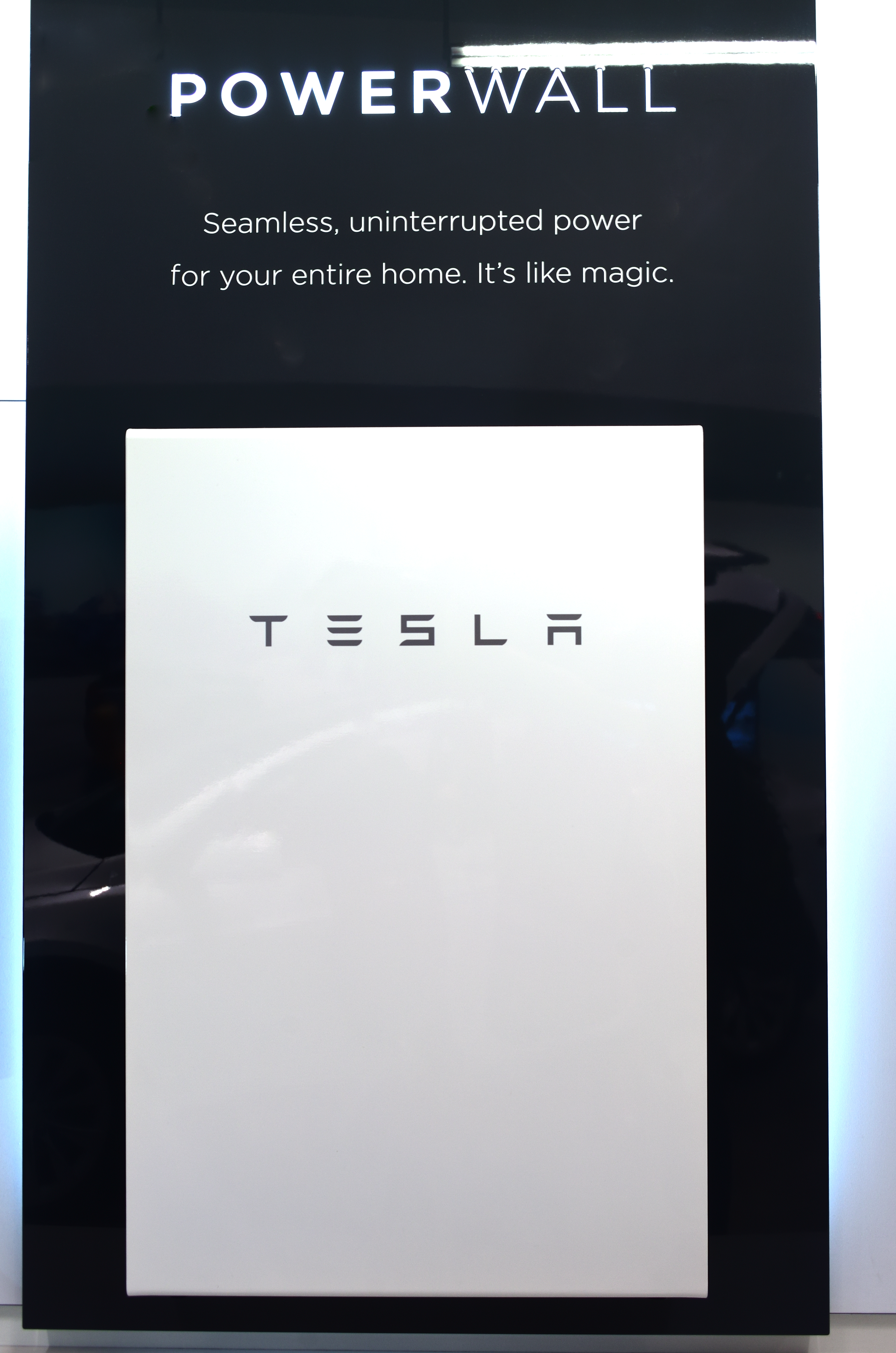
Tesla Powerwall

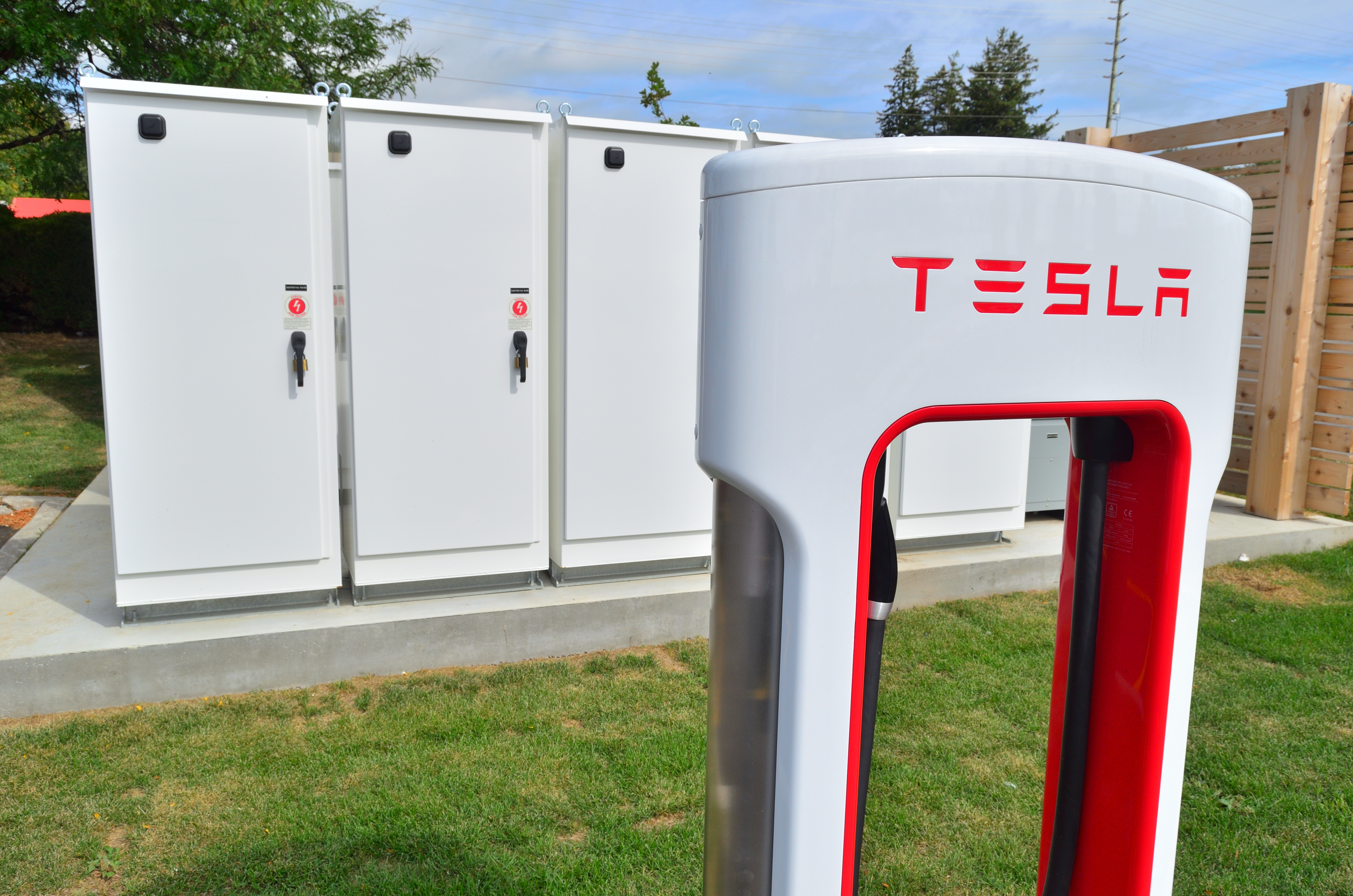
Tesla Powerpack

Zu den aktuellen Energieerzeugungsprodukten des Unternehmens gehören Solarmodule (die von anderen Unternehmen für Tesla gebaut werden), das Tesla Solar Roof (ein Solardach für Privathaushalte) und der Tesla Solar Inverter. Das Unternehmen baut auch die Powerwall, einen Energiespeicher für den Hausgebrauch, sowie das Powerpack und das Megapack, groß angelegte Energiespeichersysteme.

### Solar

#### Solarmodule
Tesla Energy verkauft und installiert herkömmliche Solarmodule auf bestehenden Dächern, die das Unternehmen als „nachrüstbare Solarsysteme“ bezeichnet. Anders als bei anderen Produkte des Unternehmens baut Tesla Energy keine eigenen Solarmodule. Seit 2021 verwendet das Unternehmen Module, die von Hanwha Q Cells gebaut werden.

#### Tesla Solar Roof
Tesla Energy produziert, installiert und verkauft ein Solarschindelprodukt, das es Tesla Solar Roof nennt. Solarschindeln sind kleine Solarmoduldachziegel, die eine ganze Dachfläche ausmachen können. Tesla Solar Roof wurde 2016 vorgestellt und seit 2020 massenhaft produziert. Tesla wirbt mit einer Haltbarkeit von 25 Jahren und Wind-, Feuer- sowie Hagelfestigkeit.

#### Tesla Solar Inverter
Im Januar 2021 stellte das Unternehmen seinen eigenen Solar-Wechselrichter vor. Das Unternehmen sagt, dass der Tesla Solar Inverter auf der Technologie aufbaut, die es für die Powerwall und die Wechselrichter für Elektroautos entwickelt hat. Wie die Powerwall und Teslas Autos wird der Solarwechselrichter in der Lage sein, Over-the-Air-Updates über die eingebaute Mobilfunkverbindung zu empfangen.

### Batteriespeicher

#### Tesla Powerwall
Die Tesla Powerwall ist ein Lithium-Ionen-Akkuspeicher, der für die Energiespeicherung zu Hause vorgesehen ist. Sie fungiert als Stromspeicher und kann im Falle eines Stromausfalls als Ersatzquelle fungieren und kann Solarstrom speichern, wenn die Sonne nicht scheint. Sie ermöglicht laut Tesla auch die genaue Überwachung des Stromverbrauchs. Ab Mai 2021 verkauft Tesla die Powerwalls nicht mehr direkt an Verbraucher. Sie müssen zusammen mit Solarmodul- oder Solardachsystemen von Tesla oder von einem zertifizierten Installateur erworben werden.

#### Tesla Powerpack und Megapack
Das Tesla Powerpack und das Tesla Megapack sind Lithium-Ionen-Großbatteriespeicher, die für die kommerzielle Nutzung oder zur Unterstützung des Stromnetzes vorgesehen sind. Das Powerpack kann 232 Kilowattstunden speichern und ist für die Nutzung durch gewerbliche Kunden vorgesehen. Es kann für Peak Shaving, Lastverschiebung, Notstromversorgung, Demand Response, Microgrids, Integration erneuerbarer Energien, Frequenzregulierung und Spannungsregelung eingesetzt werden. Das Megapack kann Stand Januar 2024 bis zu 3,9 Megawattstunden speichern, ist für die Verwendung durch Versorgungsunternehmen vorgesehen und soll helfen Stromnetze zu regulieren.
Im Juli 2017 erhielt Tesla den Zuschlag für die Installation der weltweit größten Lithium-Batterie im Stromnetz von South Australia und versprach eine Installation innerhalb von 100 Tagen; die 100 MW/129 MWh Hornsdale Power Reserve wurde in zwei Monaten gebaut und noch im selben Jahr in Betrieb genommen.
Im ersten Quartal 2023 lieferte Tesla mehr Batteriespeicherkraftwerksleistung aus, als 2016 global installiert war.
Da die Lieferfrist für Megapacks bei über einem halben Jahr lag, erwarb Tesla im Dezember 2023 im Raum Shanghai (Sonderwirtschaftszone Lingang) ein weiteres Grundstück, um dort seine zweite Megafactory zu errichten. Deren Testproduktion startete Ende 2024, die Massenproduktion soll im ersten Quartal 2025 vollständig anlaufen.

## Geschäftszahlen
| Jahr | Umsatz in Mio. US-Dollar |
| ---- | ------------------------ |
| 2015 | 15                       |
| 2016 | 181                      |
| 2017 | 1.116                    |
| 2018 | 1.555                    |
| 2019 | 1.531                    |
| 2020 | 1.994                    |
| 2021 | 2.789                    |
| 2022 | 3.910                    |
| 2023 | 6.035                    |
| 2024 | 10.086                   |